# Jindřich V. Plantagenet
Jindřich V. Anglický (16. září 1387, Monmouth, Wales – 31. srpna 1422, Bois de Vincennes, Francie) byl anglický král od roku 1413. Byl synem Jindřicha Bolingbroka, bratrance krále Richarda II. a vnuka krále Eduarda III. Jindřichův otec Jindřich Bolingbroke později protiprávně zbavil trůnu svého bratrance Richarda II. a sám byl korunován jako Jindřich IV. anglickým králem. Matkou Jindřicha V. byla Marie de Bohun, která zemřela ještě předtím, než se její manžel Bolingbroke stal králem. Jako datum narození se uvádí také 9. srpen a rok 1386.
V době jeho narození, za vlády Richarda II., byly Jindřichovy nároky na trůn mizivé. Přednost měla jiná paralelní větev dědiců. Přesné datum a ani rok jeho narození tedy nejsou zaznamenány. Za své vlády Jindřich V. nejenže upevnil svou moc jako anglický král, ale také dosáhl toho, co se celým generacím jeho předchůdců nepodařilo ani během desetiletí válek – sjednocení koruny anglické a francouzské pod jedinou osobou.

## Počáteční úspěchy
V roce 1398, když bylo Jindřichovi 12 let a jeho otec byl poslán do exilu, si vzal chlapce na starost jeho příbuzný, král Richard II., a choval se k němu laskavě. Mladý Jindřich doprovázel krále do Irska, kde v královských službách navštívil hrad Trim v hrabství Meath, prastaré shromaždiště irského parlamentu. V roce 1399, kdy se vlády chopili Lancasterové a Jindřichův otec se stal králem, byl Jindřich z Irska odvolán a zaujal význačné místo dědice anglického trůnu. V den otcovy korunovace byl prohlášen Princem z Walesu. 10. listopadu 1399 byl jmenován vévodou z Lancasteru, a byl již třetím, kdo v tom roce tento titul držel. Mezi jeho další tituly patřil vévoda z Cornwallu, hrabě z Chesteru a vévoda z Akvitánie.
Od října roku 1400 byla veškerá správa země prováděna jeho jménem; a necelé tři roky poté velel už Jindřich anglické armádě a bojoval s Jindřichem Percym, též přezdívaným Hotspur, u Shrewbury. Tehdy, v roce 1403, byl teprve šestnáctiletý princ málem zabit šípem, který mu uvízl ve tváři. Obyčejný voják by byl s takovýmto zraněním ponechán svému osudu, ale Jindřich měl k dispozici nejlepší možnou péči. Během několika dní po incidentu se královskému lékaři podařilo sestavit speciální pomůcku, s jejíž pomocí hrot šípu vyňal, aniž nadělal další škody. Operace byla úspěšná, princi však s největší pravděpodobností zanechala jizvy, které sloužily jako důkaz jeho válečných zkušeností.
Jindřich se nejvíce proslavil vítězstvím u Agincourtu (tuto kapitolu jeho života zvěčnil William Shakespeare ve hře Jindřich V). Jeho manželství s Kateřinou z Valois, dcerou francouzského krále, mělo těmto dvěma národům, které spolu válčily už přes 80 let, přinést mír. Jejich prvorozený syn byl jmenován dědicem francouzského trůnu. Jindřich V. však zemřel v době, kdy byl jeho syn ještě nemluvně, a boj o moc a kontrolu nad francouzským trůnem vedl k obnovení bojů ve stoleté válce.

## Úloha ve vládě a spory s Jindřichem IV.
Vzpoura Owaina Glyndŵra ve Walesu pohlcovala až do roku 1408 veškerou Jindřichovu energii. Poté, kvůli královu chabému zdraví, se začal Jindřich více starat o politiku. Od ledna 1410, za pomoci svých strýců Jindřicha a Tomáše z Beaufortu z rodu Beaufortů – legitimizovaných synů Jana z Gentu – se prakticky chopil vlády.
Jak v zahraniční, tak i v domácí politice měl s králem názorové neshody, a proto byl roku 1411 propuštěn z královské rady. Spory mezi otcem a synem byly pouze politické, i když je pravděpodobné, že Beaufortové projednávali abdikaci Jindřicha IV. a jejich oponenti se naopak snažili očerňovat prince. Je možné, že pověsti o Jindřichově hýřivém mládí, jak je zvěčnil ve svém díle William Shakespeare, vznikly právě pro toto nepřátelství. Jindřichovo zapojení do válek a politiky, i v mládí, však mluví spíš proti jeho údajné prostopášnosti. Pro nejznámější incident, Jindřichovu hádku s předsedou Nejvyššího soudu, neexistují žádné soudobé zdroje, a poprvé zazněl roku 1531 z úst Sira Thomase Eliota.
Příběh o Falstaffovi byl částečně inspirován Jindřichovým raným přátelstvím s Janem Oldcastlem. Toto přátelství a princův politický odpor vůči Tomáši Arundelovi, arcibiskupovi z Canterbury, možná povzbuzovalo lollardské naděje. Pokud tomu tak opravdu bylo, jejich zklamání mohou vysvětlovat výroky duchovních spisovatelů (mezi něž patřil např. Tomáš Walsingham) o tom, že se Jindřich po nástupu na trůn stal úplně jiným člověkem.

## Nástup na trůn
Když jeho otec Jindřich IV. 20. března 1413 zemřel, nastoupil Jindřich 21. března na trůn a 9. dubna 1413 byl korunován.

### Domácí politika
Už od začátku vlády dával jasně najevo, že bude vládnout Anglii jako hlava jednotného národa a že dřívější rozepře musí být zapomenuty. Zesnulý král Richard II. byl řádně pohřben; mladý Mortimer byl vzat do přízně; dědicům těch, kdo pod minulou vládou trpěli, se začaly navracet tituly a pozemky. Největším domácím nebezpečím byly lollardské nepokoje, ale králi se podařilo potlačit je v zárodku (v lednu 1414) a zajistit si silnou pozici vládce.
S výjimkou southamptonského spiknutí, kdy měl být Jindřich nahrazen Edmundem Mortimerem a do nějž byli zapojeni Jindřich Scrope, baron z Mashamu, a hrabě Richard z Cambridge (dědeček budoucího Krále Eduarda IV. Anglického) v červenci 1415, proběhl zbytek jeho vlády bez vážnějších problémů v domácí politice.

### Zahraniční politika
Jindřich mohl nyní obrátit svou pozornost do zahraničí. Pro záminku k válce s Francií bylo využito starých obchodních neshod a podpory, kterou Francouzi poskytovali Owainu Glyndŵrovi. Problémy ve Francii také neskýtaly žádnou naději na mír. Francouzský král Karel VI. trpěl duševní chorobou a ani jeho nejstarší syn nepředstavoval perspektivního nástupce.

#### Francouzská tažení

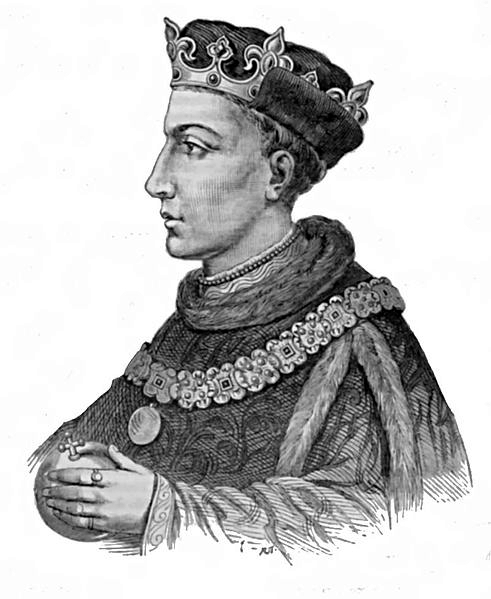
Ilustrace ke Cassell's History of England – Century Edition, vydané 1902

Jindřich mohl na prosazování svých vlastních nároků na francouzský trůn pohlížet jako na část svých královských povinností. Trvalé vyřešení vnitrostátních problémů bylo ale pro jeho vnější politiku bezpochyby klíčové.
Tažení roku 1415
Jindřich vyplul do Francie 11. srpna 1415 a jeho armáda začala obléhat přístav Harfleur; ten dobyla 22. září. Poté byl Jindřich nucen pochodovat s armádou přes francouzský venkov s úmyslem dosáhnout Calais. Na pláních poblíž vesnice Agincourt se obrátil, aby se postavil francouzské armádě, která ho pronásledovala. I přesto, že jeho vojáci byli unavení a Francouzi nad nimi měli výraznou početní převahu, Jindřich vedl svoje muže do bitvy a jasně zvítězil. Úžasné vítězství 25. října 1415 u Agincourtu byl ale teprve začátek.
Diplomacie a nadvláda nad mořem
Nadvládu nad mořem zaručilo vyhnání janovských spojenců Francie z Lamanšského průlivu. Úspěšnými diplomatickými kroky se Jindřichovi podařilo odpoutat od Francie císaře Zikmunda a smlouvou z Canterbury vydláždil cestu k ukončení schizmatu v církvi.
Tažení roku 1417
Když odstranil tyto dva nepřátele, obnovil po dvou letech pečlivých příprav válku ve velkém. Jižní Normandie byla rychle dobyta, Rouen byl odříznut od Paříže a ocitl se v obležení. Francouzi byli paralyzováni neshodami Burgunďanů a Armagnaců. Jindřich je úspěšně proti sobě popuzoval, aniž při tom plýtval vlastní energií. V lednu 1419 Rouen padl. V srpnu byli Angličané před hradbami Paříže. Intriky různých francouzských stran vyústily ve vraždu Jana Neohroženého Dauphinovými stoupenci u Montereau (10. září 1419). Nový vévoda Filip a celý francouzský dvůr se vrhli Jindřichovi do náruče. Po šestiměsíčním vyjednávání byl Jindřich smlouvou z Troyes uznán dědicem a regentem Francie, a 2. června 1420 se oženil s královou dcerou Kateřinou z Valois. Od června do července jeho armáda oblehla a dobyla hrad Montereau, od července do listopadu Jindřich oblehl a dobyl Melun, a krátce nato se vrátil do Anglie.
Tažení roku 1421
10. června 1421 vyplul Jindřich zpátky do Francie na své poslední vojenské tažení. Od července do srpna obléhaly a dobyly Jindřichovy síly Dreux a pomohly tak spojencům u Charteres. V říjnu téhož roku oblehly Meaux, které získaly 2. května 1422. Jindřich V. zemřel znenadání 31. srpna 1422 u Bois de Vincennes v blízkosti Paříže, zřejmě na úplavici, kterou se nakazil právě během obléhání Meaux. Bylo mu 34 let. Před svou smrtí jmenoval regentem Francie svého bratra Jana, vévodu z Bedfordu, aby vládl jménem jeho syna Jindřicha VI., kterému v té době bylo jen několik měsíců. Jindřich sám se své korunovace francouzským králem nedožil, protože ho neduživý Karel VI, jehož dědicem byl jmenován, přežil o dva měsíce. Kateřina odvezla Jindřichovo tělo do Londýna, kde byl 7. listopadu 1422 pohřben ve Westminsterském opatství.
Po Jindřichově smrti se královna vdova Kateřina z Valois tajně provdala za dvořana z Walesu Owena Tudora. Oba se tak stali prarodiči pozdějšího anglického krále Jindřicha VII.

## V literatuře
Jindřich V. je hrdinou stejnojmenné hry Williama Shakespeara, která se soustředí zejména na jeho tažení ve Francii. Je také hlavní postavou her Jindřich IV., část I a Jindřich IV., část II, kde je zobrazen jako zhýralý mladík. Do češtiny byla tato Shakespearova hra přeložena Břetislavem Hodkem a uvedena jako první český překlad v Národním divadle v roce 1971.

## Ve filmu
O Jindřichovi V. pojednávají dva filmy: Starší z nich z roku 1989 s názvem Jindřich V. režíroval, scénář napsal a do hlavní role se obsadil Kenneth Branagh. Druhý film Král (The King) režiséra Davida Michóda s Timothée Chalametem v titulní roli byl natočený v roce 2019 v produkci Velké Británie, Maďarska a Austrálie.

## Vývod z předků
|                         |                                             |  |                                         |                                             |  |  |  |  |  |  |  | Eduard II. Plantagenet |
|                         |                                             |  |                                         |                                             |  |  |  |  |  |  |  |                        |
|                         | Eduard III.                                 |  |                                         |                                             |  |  |  |  |  |  |  |                        |
|                         |                                             |  |                                         |                                             |  |  |  |  |  |  |  |                        |
|                         |                                             |  |                                         | Izabela Francouzská                         |  |  |  |  |  |  |  |                        |
|                         |                                             |  |                                         |                                             |  |  |  |  |  |  |  |                        |
|                         | Jan z Gentu                                 |  |                                         |                                             |  |  |  |  |  |  |  |                        |
|                         |                                             |  |                                         |                                             |  |  |  |  |  |  |  |                        |
|                         |                                             |  |                                         | Vilém III. Holandský                        |  |  |  |  |  |  |  |                        |
|                         |                                             |  |                                         |                                             |  |  |  |  |  |  |  |                        |
|                         | Filipa Henegavská                           |  |                                         |                                             |  |  |  |  |  |  |  |                        |
|                         |                                             |  |                                         |                                             |  |  |  |  |  |  |  |                        |
|                         |                                             |  |                                         | Johana z Valois                             |  |  |  |  |  |  |  |                        |
|                         |                                             |  |                                         |                                             |  |  |  |  |  |  |  |                        |
|                         | Jindřich IV. Anglický                       |  |                                         |                                             |  |  |  |  |  |  |  |                        |
|                         |                                             |  |                                         |                                             |  |  |  |  |  |  |  |                        |
|                         |                                             |  |                                         | Jindřich z Lancasteru                       |  |  |  |  |  |  |  |                        |
|                         |                                             |  |                                         |                                             |  |  |  |  |  |  |  |                        |
|                         | Jindřich z Grosmontu                        |  |                                         |                                             |  |  |  |  |  |  |  |                        |
|                         |                                             |  |                                         |                                             |  |  |  |  |  |  |  |                        |
|                         |                                             |  |                                         | Maud Chaworthová                            |  |  |  |  |  |  |  |                        |
|                         |                                             |  |                                         |                                             |  |  |  |  |  |  |  |                        |
|                         | Blanka z Lancasteru                         |  |                                         |                                             |  |  |  |  |  |  |  |                        |
|                         |                                             |  |                                         |                                             |  |  |  |  |  |  |  |                        |
|                         |                                             |  |                                         | Jindřich z Beaumontu                        |  |  |  |  |  |  |  |                        |
|                         |                                             |  |                                         |                                             |  |  |  |  |  |  |  |                        |
|                         | Isabela z Beaumontu                         |  |                                         |                                             |  |  |  |  |  |  |  |                        |
|                         |                                             |  |                                         |                                             |  |  |  |  |  |  |  |                        |
|                         |                                             |  |                                         | Alice Comynová                              |  |  |  |  |  |  |  |                        |
|                         |                                             |  |                                         |                                             |  |  |  |  |  |  |  |                        |
| Jindřich V. Plantagener |                                             |  |                                         |                                             |  |  |  |  |  |  |  |                        |
|                         |                                             |  |                                         |                                             |  |  |  |  |  |  |  |                        |
|                         |                                             |  | Humphrey de Bohun, 4. hrabě z Herefordu |                                             |  |  |  |  |  |  |  |                        |
|                         |                                             |  |                                         |                                             |  |  |  |  |  |  |  |                        |
|                         | William de Bohun, 1. hrabě z Northamptonu   |  |                                         |                                             |  |  |  |  |  |  |  |                        |
|                         |                                             |  |                                         |                                             |  |  |  |  |  |  |  |                        |
|                         |                                             |  |                                         | Alžběta Anglická                            |  |  |  |  |  |  |  |                        |
|                         |                                             |  |                                         |                                             |  |  |  |  |  |  |  |                        |
|                         | Humphrey de Bohun, 7. hrabě z Herefordu     |  |                                         |                                             |  |  |  |  |  |  |  |                        |
|                         |                                             |  |                                         |                                             |  |  |  |  |  |  |  |                        |
|                         |                                             |  |                                         | Bartholomew Badlesmere, 1. baron Badlesmere |  |  |  |  |  |  |  |                        |
|                         |                                             |  |                                         |                                             |  |  |  |  |  |  |  |                        |
|                         | Elizabeth de Bohun, hraběnka z Northamptonu |  |                                         |                                             |  |  |  |  |  |  |  |                        |
|                         |                                             |  |                                         |                                             |  |  |  |  |  |  |  |                        |
|                         |                                             |  |                                         | Margaret de Clare, baronka Badlesmereová    |  |  |  |  |  |  |  |                        |
|                         |                                             |  |                                         |                                             |  |  |  |  |  |  |  |                        |
|                         | Marie de Bohun                              |  |                                         |                                             |  |  |  |  |  |  |  |                        |
|                         |                                             |  |                                         |                                             |  |  |  |  |  |  |  |                        |
|                         |                                             |  |                                         | Edmund Fitzalan, 2. hrabě z Arundelu        |  |  |  |  |  |  |  |                        |
|                         |                                             |  |                                         |                                             |  |  |  |  |  |  |  |                        |
|                         | Richard Fitzalan, 3. hrabě z Arundelu       |  |                                         |                                             |  |  |  |  |  |  |  |                        |
|                         |                                             |  |                                         |                                             |  |  |  |  |  |  |  |                        |
|                         |                                             |  |                                         | Alice z Warenne                             |  |  |  |  |  |  |  |                        |
|                         |                                             |  |                                         |                                             |  |  |  |  |  |  |  |                        |
|                         | Joan Fitzalanová, hraběnka z Herefordu      |  |                                         |                                             |  |  |  |  |  |  |  |                        |
|                         |                                             |  |                                         |                                             |  |  |  |  |  |  |  |                        |
|                         |                                             |  |                                         | Jindřich z Lancasteru                       |  |  |  |  |  |  |  |                        |
|                         |                                             |  |                                         |                                             |  |  |  |  |  |  |  |                        |
|                         | Eleonora z Lancasteru                       |  |                                         |                                             |  |  |  |  |  |  |  |                        |
|                         |                                             |  |                                         |                                             |  |  |  |  |  |  |  |                        |
|                         |                                             |  |                                         | Maud Chaworthová                            |  |  |  |  |  |  |  |                        |
|                         |                                             |  |                                         |                                             |  |  |  |  |  |  |  |                        |